# 비트코프 국립 기념관

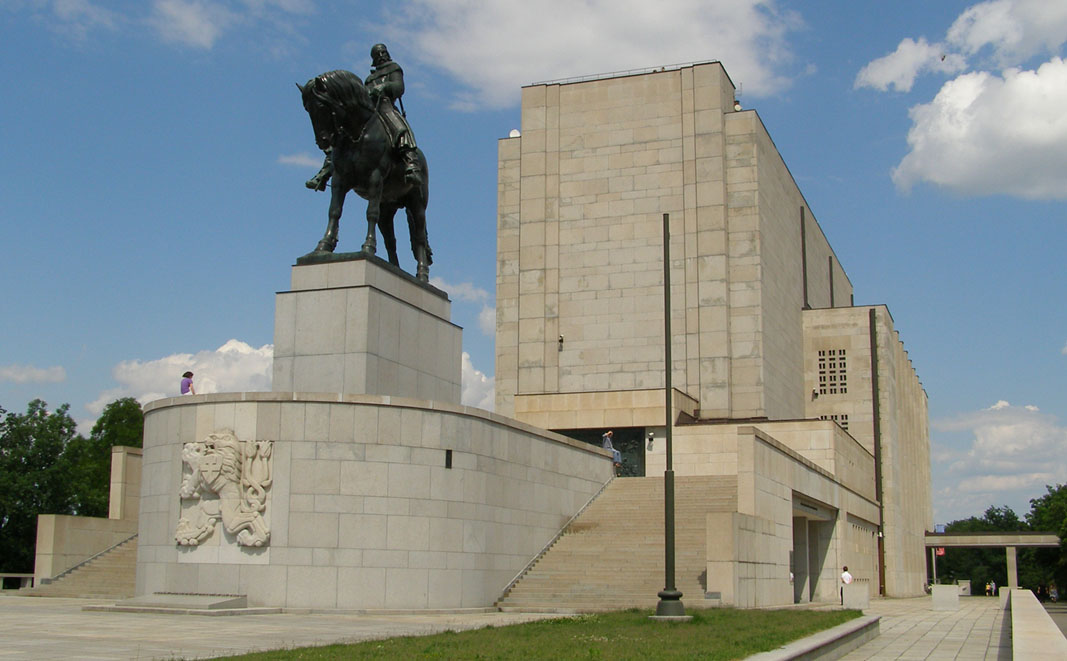
예루살렘 시나고그

비트코프 국립 기념관(체코어: Národní památník na Vítkově)은 체코 프라하 지슈코프 비트코프 언덕에 있는 기념관이다.
기념관 외부에는 1420년 비트코프 언덕 전투에서 지기스문트가 이끈 가톨릭 군대를 격파한 얀 지슈카의 세계에서 세 번째로 큰 청동 기마상이 있다.
기념관은 1928년부터 1938년까지 제1차 세계 대전 체코슬로바키아 군단을 기리기 위해 건립되었다. 1948년 이후에는 공산주의 정권을 선전하는 데 사용되었다. 1954년에서 1962년 사이에는 클레멘트 고트발트의 영묘가 들어섰다. 2000년에 이 기념관은 국립박물관에 인수되어 대규모 복원 작업을 진행했다. 2년이 넘는 재건축 끝에 이 기념관은 2009년 10월 29일 개관하였다.